# Amazonien-Kichwa
Amazonien-Kichwa (auch Quichua geschrieben) oder spanisch Quijos ist eine Sammelbezeichnung für die kichwasprachigen Ethnien im ecuadorianischen Teil Amazoniens, die im Laufe der spanischen Kolonialzeit durch Verschmelzung verschiedener Ethnien, die das Quechua als Sprache übernahmen, entstanden sind.
Heute leben mindestens 250.000 Sprecher des Kichwa im östlichen Tiefland Ecuadors.